# Lumină virtuală
Virtual Light este un roman distopic științifico-fantastic cyberpunk publicat prima oară pe 6 septembrie 1993 scris de autorul William Gibson. Este primul roman din trilogia Bridge, trilogie care continuă cu romanul Idoru (1989) și se termină cu All Tomorrow's Parties (1999). Romanul a fost nominalizat la Premiul Nebula și Premiul Locus în 1994.
Acțiunea se desfășoară în San Francisco, într-un viitorul apropiat și folosește tema transcendenței tehnologice, fizice și spirituale cu un stil mai firesc și mai ancorat în realitate decât în prima sa trilogie, Sprawl.